# Herstschmann
Herstschmann is een Brits historisch merk van gemotoriseerde fietsen en hulpmotoren.
Arthur Herstschmann was ingenieur bij Dunlop. In 1896 ontwikkelde hij een fiets met een tweecilinder hulpmotor. De motor werd naast de onderste framebuis van de fiets gemonteerd en dreef het achterwiel via een naast de trappers geplaatst tandwiel en een ketting aan. Daarom kon hij op elke fiets gebruikt worden en de motor was dan ook los te koop.